# Chenommet
 Chenommet là một xã thuộc tỉnh Charente trong vùng Nouvelle-Aquitaine tây nam nước Pháp. Xã nay có độ cao trung bình từ 69-117 mét trên mực nước biển.